# Статутне місто
Статутне місто (нім. Statutarstadt в Австрії, або чеськ. Statutární město у Чехії) — муніципальне утворення зі статусом міста, яке має свій статут. Відповідно до свого статусу такі адміністративні одиниці не включаються до складу районів Австрії та Чехії відповідно, проте утворюють самоврядні міські райони.

## Австрія
Відповідно до конституції Австрії місто може подати заявку на такий статус, якщо кількість його жителів перевищує 20 000 чоловік.
Такі міста як Грац, Клагенфурт та Інсбрук отримали статус від австрійського імператора ще у 1850 році.
На теперішній час в Австрії є 15 штатутарштадтів:
Бургенланд
- Айзенштадт (з 1921, угорське вільне королівське місто з 1648 року)
- Руст (з 1921, угорське вільне королівське місто з 1681 року)

Каринтія
- Клагенфурт (з 1850)
- Віллах (з 1932)

Нижня Австрія
- Кремс (з 1938)
- Санкт-Пельтен (з 1922)
- Вайдгофен-ан-дер-Іббс (з 1868)
- Вінер-Нойштадт (з 1866)

Штирія
- Грац (з 1850)

Тіроль
- Інсбрук (з 1850)

Зальцбург
- Зальцбург (з 1869)

Верхня Австрія
- Лінц (з 1866)
- Штайр (з 1867)
- Вельс (з 1964)

Відень
- Відень (з 1850)

## Чехія
Така ж модель існує в Чехії (спадщина Австро-Угорщини). Тут налічується 23 таких міста, а також Прага, яка також де-факто є статутним містом.
Середньочеський край
- Кладно
- Млада Болеслав

Краловоградецький край
- Градець-Кралове

Карловарський край
- Карлові Вари

Ліберецький край
- Ліберець

Мораво-Сілезький край
- Фрідек-Містек
- Гавіржов
- Карвіна
- Опава
- Острава

Оломоуцький край
- Оломоуць
- Пршеров

Пардубицький край
- Пардубиці

Пльзенський край
- Пльзень

Прага (де-факто)
Південночеський край
- Чеські Будейовиці

Південноморавський край
- Брно

Устецький край
- Хомутов
- Дечин
- Мост
- Теплиці
- Усті-над-Лабем

Край Височіна
- Їглава

Злінський край
- Злін